# Таскин, Сергей Афанасьевич

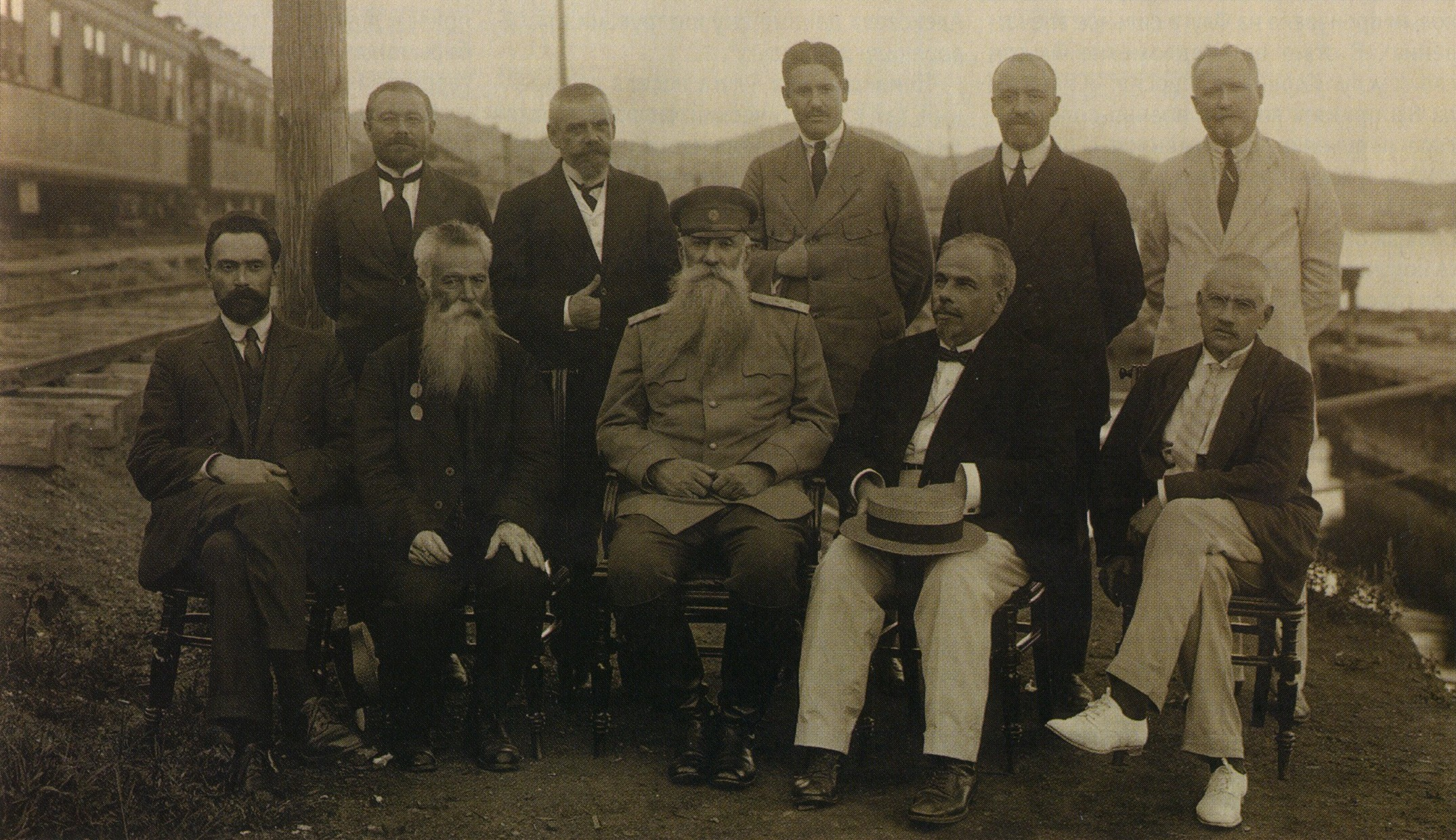
Правительство («деловой кабинет») генерала Л. Д. Хорвата. Владивосток, 1918 год. Сидят: Л. А. Устругов, М. О. Курский, Д. Л. Хорват, С. В. Востротин, В. Е. Флуг. Стоят: С. А. Таскин, В. Е. Алферьев, А. М. Окороков, В. А. Глухарёв, проф. Я. Я. Брандт. ГА РФ

Сергей Афанасьевич Таскин (7 сентября 1876, посёлок Пуринский,  Манкечурский станицы, Забайкальской области — 7 июля 1952, Харбин, КНР) — российский политический деятель первой четверти XX века, конституционный демократ. Участник белого движения. Забайкальский казак.

## Биография
Сергей Таскин происходил из казаков Забайкальского войска. Окончил Александровско-Заводское двухклассное училище, затем Читинскую мужскую гимназию. В 1896 году поступил на естественное отделение физико-математического факультета Санкт-Петербургского университета.
Во время учёбы, в 1902 году, он был избран председателем впервые организованного совета старост – органа самоуправления студентов. За организацию студенческой сходки в феврале того же года был арестован и выслан в Сибирь в Нерчинск на три года под надзор полиции. В Сибири С. А. Таскин работал учителем естественных дисциплин Нерчинского реального училища и занимался сельским хозяйством, состоял в местной организации партии кадетов.
В 1907 г. избран депутатом Государственной думы II созыва от Забайкальского казачьего войска (ЗКВ). Входил во фракцию кадетов и участвовал в работе комиссии по народному образованию. После роспуска Думы возвратился в Забайкалье, где снова работал преподавателем естественных дисциплин в Нерчинском реальном училище. В 1907 дважды подвергался арестам полиции, но оба раза освобождался за отсутствием улик. По постановлению иркутского генерал-губернатора был выслан на жительство в село Казачинское Киренского уезда Иркутской губернии. В 1908 после окончания срока ссылки вернулся на малую родину и занимался сельским хозяйством. В 1912 избран депутатом Государственной думы IV созыва от Забайкальского казачьего войска. Входил во фракцию кадетов, сибирскую и казачью парламентские группы, состоял членом 3 комиссий.
Во время Первой мировой войны вместе с В.Н. Пепеляевым возглавлял Западно-Сибирский санитарный отряд.
После Февральской революции в качестве комиссара Временного комитета Государственной думы вместе с В. Н. Пепеляевым предотвратил расхищение оружия из Петроградского арсенала и занимался нормализацией положения в Кронштадте. В августе 1917 председательствовал на II областном съезде Забайкальского казачества и в конце октября избран депутатом Всероссийского Учредительного собрания от Забайкальской области.
Принял активное участие в борьбе против советской власти. В апреле 1918 вошёл в состав созданного атаманом Г.М. Семеновым Временного правительства Забайкальской области, взяв на себя организацию гражданского управления на освобождённой от большевиков территории. В июле 1918 г. Таскин занял должность министра земледелия и государственных имуществ в правительстве (Деловом кабинете), созданном генералом Д. Л. Хорватом на станции Гродеково. Указом Верховного правителя А.В. Колчака от 5 декабря 1918 года Таскин был назначен управляющим Забайкальской областью.  В этой должности оставался до середины января 1920. Затем служил под началом Г. М. Семенова: состоял помощником главнокомандующего всеми вооруженными силами Дальнего Востока и Иркутского военного округа по гражданской части.
Руководствуясь последним указом А. В. Колчака, атаман Г. М. Семёнов объявил 16 января 1920 года в Чите о создании «Правительства Российской Восточной окраины», которое возглавил С. А. Таскин, одновременно ставший помощником главнокомандующего войсками Российской Восточной окраины по гражданской части (позднее этот пост занял А. Волгин).
17 июля 1920 года было заключено Гонготское соглашение между представителями Дальневосточной республики и командованием японских войск. 25 июля 1920 года началась эвакуация японских войск из Забайкалья, окончившаяся 15 октября. Белые понимали невозможность после эвакуации японцев собственными силами удержать ранее занимаемую территорию, и решили эвакуировать войска и учреждения на юг, к маньчжурской границе. 16 августа правительство переехало из Читы в Борзю. В конце октября красными войсками была взята Чита, а в середине ноября — Борзя. Белые ушли в Маньчжурию, где были разоружены контролировавшими эту страну китайскими милитаристами.
С. А. Таскин остался в эмиграции в Маньчжурии. И под Китайской властью, и в эпоху Маньчжоу-Го, он занимался преподавательской деятельностью и был директором средней школы на станции Чжаромтэ западной линии КВЖД. Умер в Харбине, в 1952 году, в период созданной маоистами Китайской народной республики.